# 美國駐法蘭克福總領事館
美國駐法蘭克福總領事館（英語：Consulate General of the United States, Frankfurt）是美國國務院對德國西南地區設置的外交代表處，館址位居當地大城——美茵河畔法蘭克福。該總領事館為美國在海外最大的領事機構，其規模於全球各地的美國使領館中也名列前茅，甚至超過絕大部分的美國大使館:p31。
截至2013年，美國駐法蘭克福總領事館共有超過900多名職員、代表著26個美國聯邦政府單位:p7，除了管轄黑森、萊茵蘭-普法爾茨、巴登-符登堡與薩爾蘭四個邦的領事業務外，法蘭克福美國總領館尚替美軍駐兵、眷屬、美商人士和退休人員等在德美僑社群提供服務，並協助到訪當地的美國公民。不僅於總領事館本分的職能，此機關還是美國政府重要的海外據點，支援其在歐洲或中東、非洲等地的各類活動:p2。
美國駐法蘭克福總領事為整座總領事館的館長，並兼當德國西南部的高級美國官方代表，負責同當地的德國國家機構與地方政府接洽。

## 歷史
美國與法蘭克福的領事關係起始於19世紀初期。1826年，定都於法蘭克福的德意志邦聯在費城建立首座駐美領事館，而美國方面則決定於此後的1829年開張法蘭克福的領事館:p37:p4，並派遣恩斯特·舒溫德（Ernst Schwendler）出任第一屆美國駐法蘭克福領事:p55。領事館建立之後，其在駐地的任務變得更加龐雜，因此從1829年開館至20世紀末的170多年內，足足搬遷了12次:p30。1940年代，領事館的館務卻曾因第二次世界大戰的爆發而中斷——自1941年7月8日起，美國全部的駐德使領機構均遭到關閉。

### 二戰結束至21世紀初

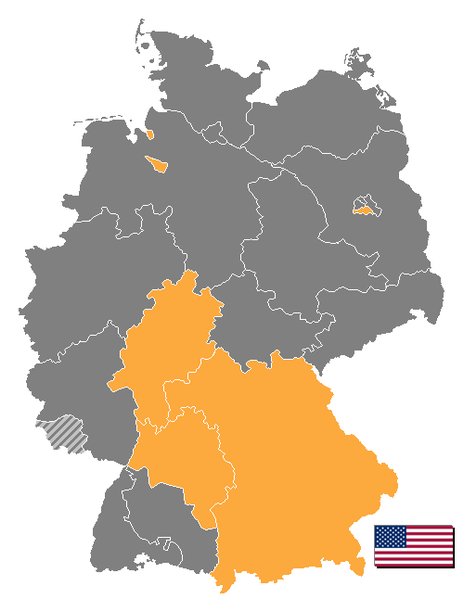
二戰後法蘭克福曾為美國佔領區（圖）中樞，聯邦德國成立後此區仍有大量美國人聚集、活動。

納粹德國投降後，德國西南部劃為美國及法國佔領區，而法蘭克福也變成美國統治機關——美軍行政公署的大本營。法蘭克福、柏林兩地隨即設立了美國的領事事務所，但暫未恢復成領事館的規格。當時，美國所有的駐德領事館建築無一倖免於戰時的烽火破壞:p18，故法蘭克福領事館另挑了法蘭克福城牆舊緣沿線上的博肯海默園道11號（Bockenheim Anlage 11）作為辦事地點，初期僅由三名外交官和一位秘書駐館:p18。
伴隨著1949年美軍行政公署撤廢、美國與英國、法國共組的盟國高級委員會正式掛牌，法蘭克福總領事館也改歸此會下的政務室（Office of Political Affairs）所轄，由於盟國高委會本部仍座落於法蘭克福，領事館因而佔了地利之便，成為領事總管室（Office of the Supervisory Consul General）部署地點，此機構負責監管當時美國對德國全境的領事事務。美國駐法蘭克福總領館還一度承攬所有的德國官員赴美簽證辦理作業和護照辦理作業:p18。
法蘭克福總領館在戰後及冷戰初期逐漸奠定了異於其他使領館的角色，這肇因於美國佔領當局在當地樹立的眾多單位，以及美軍在法蘭克福機場內的大型設施萊茵-美茵空軍基地。盟國高委會職員、美軍駐派部隊在領館轄區中形成龐大的美國人聚落，使得該領事館擁有全德最繁忙的美國公民服務處和護照處。不僅如此，法蘭克福原先即具有運輸要衝的地位，又扮演著商業和金融重鎮的角色，美國商界人士在城內的數量遽增，這也讓領事館提供的服務種類更加多樣:p18，不只是處理一般的領務事項，還協助其他駐在海外的美國機構。
1955年，位於法蘭克福西區、棕櫚園南邊的美國總領事館新址——西斯邁爾街21號大樓竣工，因此館方再度進行了遷移。這一代的總領事館辦公廳舍由美國大型建商「SOM建築設計事務所」設計，共達五層，外觀為簡潔的國際風格，並在同類款式的建築群中取得了典型範例的地位，還於1986年列入地標建築遺產名錄中。除了法蘭克福總領事館外，美國另外三座駐德領事館——駐杜塞道夫總領事館和已撤廢的駐不萊梅、駐斯圖加特兩處領事館亦由SOM事務所操刀。

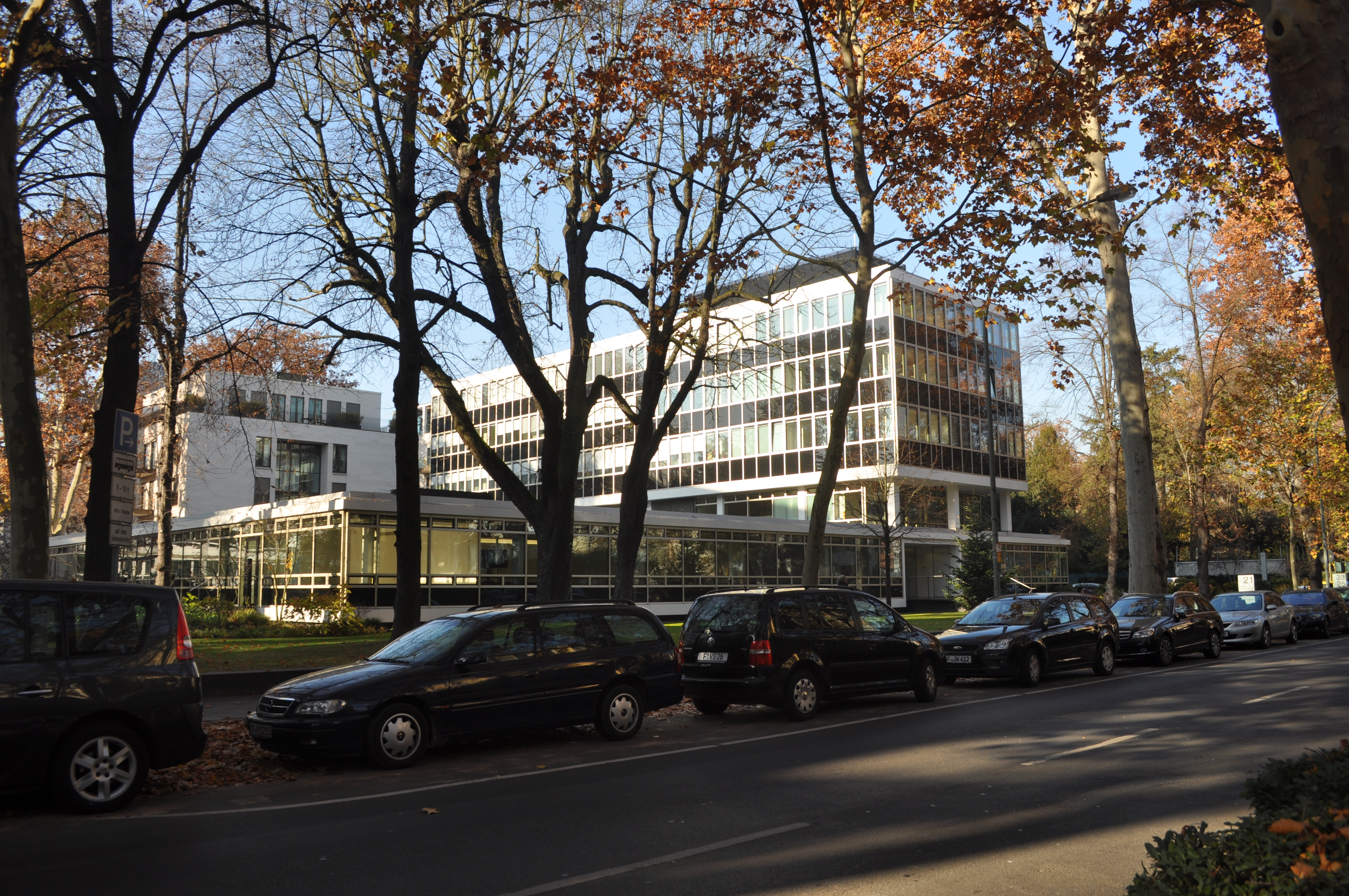
駐法蘭克福總領館在2005年前的舊樓——西斯邁爾街21號（Siesmayerstraße 21），自1955年起使用了近50年。1829年總領事館開設以來，館址曾有多次異動。

法蘭克福美國總領館持續駐於西斯邁爾街21號長達50年，直至2005年為止。然而在這半個世紀中，整個總領事館的組織和人員並非全部集中於該樓內，而是分散至7棟位置不同的建築裡。2000年代初，美國駐法蘭克福總領事館含有300名直屬雇員、400名外聘的非美籍（含德籍）員工，還有16座美國政府機構納於總領事館的傘下運作。這種大卸七塊的零碎空間配置已經無法滿足館方的需求:p30。

### 遷入現址
有鑑於美國駐法蘭克福總領事館的容量問題，美國政府相中了法蘭克福鬧區東北部的一處美軍用地，計畫將之打造成國務院最大的海外地區中心設施、以更寬裕的新館來改善辦事效率和保安環境。這座兵營最早是納粹德國空軍在1937年時下令建造的醫院、1939年8月完工。1945年盟軍進駐法蘭克福，原德國空軍醫院也於同年秋季變成美國陸軍醫院，後在1940年代和1950年代進行擴建。1982年，美軍醫院實施了六期的翻新工程:p30、易名作「陸軍第97總醫院」（97th General Army Hospital），該院曾是美軍歐洲司令部麾下最忙碌的醫院。冷戰結束後，陸軍總醫院移交給美國駐歐空軍，而後者再將之改為「469應急醫院」（469th Contingency Hospital）:p31。
2001年，呈現飽和的美國駐法蘭克福總領事館正在替空間不足的問題尋覓解方，而美國空軍也在對德國西南部的拉姆施泰因空軍基地週邊地域進行空軍資產（含設施、用地）的重分配。空軍方面後來認定法蘭克福的醫院不再有必要保留，而多出來的地皮正好能讓總領事館由七合一，整併到單一設施內:p31。於是美國政府便與德國聯邦財政部簽署了協議，將醫院用地從美軍讓渡給德方，再轉予美國國務院。2002年4月29日，時任美國總領事艾德華·歐唐納（Edward O’Donnell）和德國財政部的克勞斯-彼得·格羅梅斯（Klaus-Peter Grommes）互簽購地合同，而德美兩國國會則於該年6月批准了這宗採購案，使醫院用地從7月1日起成為國務院地產，外館運作局的建築師與空間規劃師開始入駐、展開作業:p31，最後新館於2005年10月31日啟用、由美國駐德大使威廉·蒂姆肯親自揭幕、致詞。完工後的總領事館佔地23英畝（93,000平方）:p31、館區內有17棟樓:p2，總辦公空間可達375,000平方英尺（34,800平方），藉此規模成為美國政府最大的海外辦公建築之一:p31。
新的法蘭克福總領事館不僅擁攬眾多的機構和龐大的業務，還兼作為美國在德情報中樞，中央情報局、國家安全局均派員於此工作。總領事館因而在美國的對外偵察活動中擔綱了支援角色。2013年美國國安局全球監控醜聞爆發後，美國對德國的竊聽行動遭到曝光，對象甚至包括了德國總理梅克爾。同在2013年，德國聯邦憲法保衛局派出了直升機飛臨法蘭克福美國總領館上空，盤查美方是否利用屋頂配置監聽設備，甚至還於8月28日對總領館館舍進行航拍。

## 組織

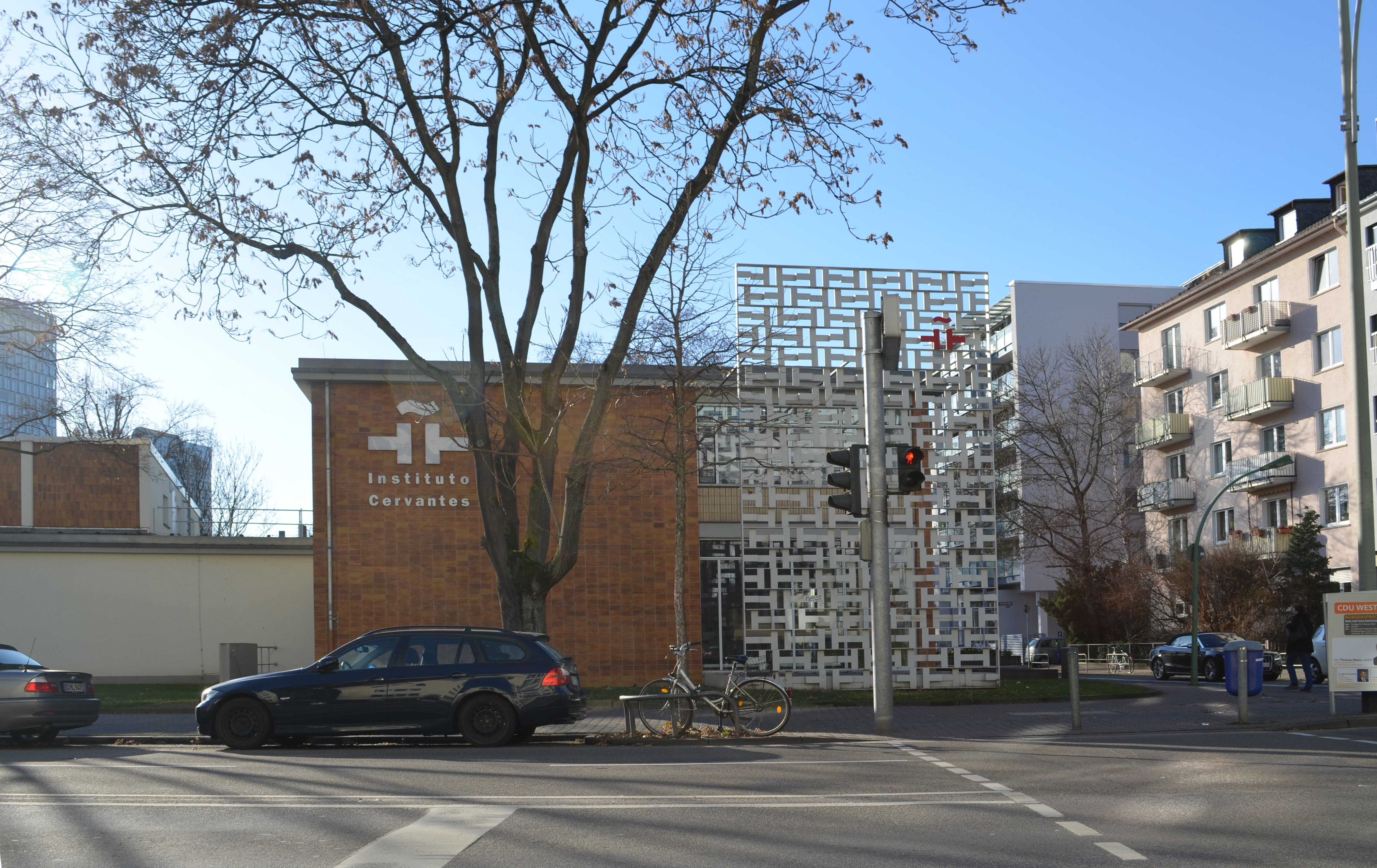
施陶芬街1號（Staufenstraße 1），曾為美國領事館新聞文化處「美國之家 (德國)」舊址，2008年時已為西班牙的塞萬提斯學院駐法蘭克福院址。

美國駐法蘭克福總領事館以總領事為館長，並派置一位副總領事／副館長，其下又設領事處（Consular Section）、政經處（Political/Economic Section）和公關處（Public Affairs Section）等主要部門。領事處負責向五個邦——即總領館轄內四個邦和杜塞道夫所在的北萊茵-威斯伐倫提供美國公民服務，公關處則擔當領區四邦對美文化關係、傳媒關係的聯絡機關。
美國駐法蘭克福總領事館在吉森街新館落成前，曾轄有一個稱作「美國之家」的機構，充當總領事館下的新聞處兼文化處，其負責對戰後的當地德國市民宣傳美國文化、社會資訊，1946年5月22日在陶努斯園道11號（Taunusanlage 11）落成，之後又於1948年、1954年兩度搬動，兩代地址分別是陶努斯園道12號，和博肯海默園道11號（領事館舊址內）。此後，法蘭克福市議會決定幫美國之家另建一座永久處址——施陶芬街1號，這棟樓宇於1957年5月投入使用，直至2005年9月29日、美國之家跟著總領事館遷出為止，之後該屋於2006年8月31日交還給法蘭克福市，並從2008年起作為西班牙對外文化推廣機構——塞萬提斯學院的法蘭克福院址。
法蘭克福總領事館還是國務院歐洲暨歐亞事務局的「法蘭克福地區支援中心」（RSC Frankfurt）所在地，此中心的任務主要是支援歐洲各處的美國使領館，但有時也替西亞和非洲的美國機構處理機密資訊和人員培訓服務，其前身是成立於1992年的美國大使館下屬支援單位，所以位於西德的舊首都波昂，當1998年大使館移往柏林後，該單位也改派至法蘭克福，並改為现名:p2。